# Улица Калькю
Улица Ка́лькю (латыш. Kaļķu iela, досл.: «Известковая улица») — улица в центральной части города Риги, в Старом городе.

## Характеристика
Пролегает в северо-восточном направлении, от набережной 11 Ноября до стыка бульвара Аспазияс и бульвара Зигфрида Анны Мейеровица. Длина улицы Калькю — 583 метра. Её продолжением является бульвар и улица Бривибас.
Улица Калькю впервые упоминается в 1407 году. Своё название она сохраняла вплоть до 1950 года, когда вместе с бульваром и улицей Бривибас была объединена в улицу Ленина, общая длина которой достигала 13 км.
Историческое название и протяжённость улицы восстановлены в 1990 году.

## История
Известковая улица в XVII веке стала главной транспортной артерией города, идущей к Ратушной площади. На этом месте в древние времена протекала речка Ридзене, из которой мастеровые брали воду и куда сливали стоки. На берегу Ридзене работали городские кузнецы, чьё ремесло требовало близости к воде. Вода требовалась и для расположенной рядом известковой печи. Эти два ремесла и дали названия улицам Калькю (Известковая) и Калею (Кузнечная). Они просуществовали здесь вплоть до середины XVII века, когда произошёл сильный пожар, уничтоживший деревянные постройки на левом берегу Ридзене. После этого Рижский рат решил расширить территорию города, выселив кузнецов на окраину и засыпав речку, чтобы на получившемся пространстве построить дома.
В XVIII веке на улице появились дом полиции, городской сиротский приют, здание почты, открылись многочисленные лавки, а потом и дворец лифляндского богача и просветителя Отто Германа фон Фитингофа. Известковая стала деловым центром города, который неизвестный автор середины XVIII века описывал так: «Здесь живёт такое многообразие национальностей, которое не найдёте ни в одном другом равном по величине городе… Вон бородатый русский купец с Волги пытается найти общий язык с продавцом-латышом. В небольшой комнатке на Известковой живут работники, приехавшие из Литвы и Польши, и в той же комнате приютилась семья евреев, а весь дом принадлежит какому-то заезжему немцу. И всем в Риге хорошо…».
По легенде, в кабачке «Лавровый венок», находившемся на этой улице, часто бывал Рихард Вагнер, с 1837 по 1839 год работавший капельмейстером в Первом городском театре.
На средства общества «Улей», основанного в 1863 году для устройства помещений для русских общественных учреждений и поддержки русской культуры, в 1864 году было приобретено построенное в 1775 году старое здание почты на углу Известковой и Королевской улиц. По мере расширения деятельности русских учреждений общество купило в 1878 году два соседних старых дома, а также особняк основоположника бюргерского классицизма Кристофа Хаберланда на ул. Кузнечной, 4. В нём разместилось Третье общество взаимного кредита, а также несколько магазинов. В 1880 году обществу удалось собрать 176 тысяч рублей на строительство нового здания на месте трёх старых. За проект взялся архитектор Р. Шмелинг, который воздвиг великолепное просторное здание, вписав в него и дом Хаберланда, над которым был надстроен 4-й этаж. Решение фасада было выдержано в традициях Ренессанса: грубые русты по углам здания, полукруглые окна третьего этажа, сгруппированные по два окна третьего этажа украшены кариатидами, над каждой из которых на фоне половины раковины вылеплен пчелиный улей с пчёлами. Здание было освящено 11 октября 1882 года. В 1965 году здание было перестроено под нужды Рижского театра русской драмы, в 2008—2010 году проведена его реконструкция с возвращением большей части первоначального убранства фасада.
В д. 11 28 мая 1896 года прошёл первый в Риге киносеанс, в 1915 году в д. 24 открыт кинотеатр «А. Т.». В одноимённом кафе в 1930 году состоялся дебют певца Петра Лещенко (1898—1954). Здесь выступал слепой певец Петерис Остенс.

## Достопримечательности

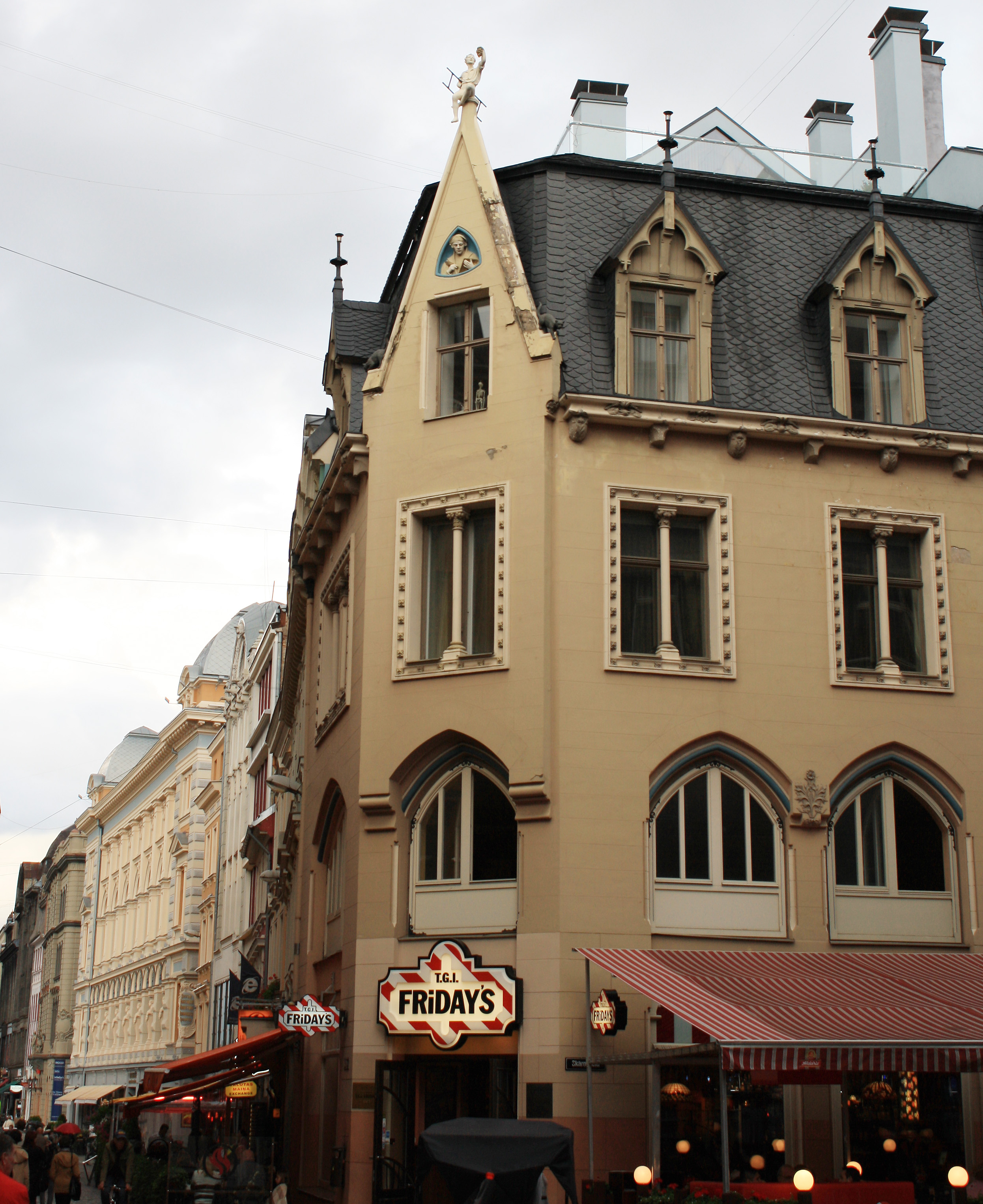
«Дом трубочиста»

- д. 1 — Городская ратуша. До 1940 года по адресу ул. Калькю, 1, располагался фирменный магазин Рижской фарфоро-фаянсовой фабрики Товарищества «М. С. Кузнецов»[8].

- дом Черноголовых (восстановлен в 1996—2000 годах к празднованию 800-летия Риги).

- Музей оккупации Латвии (построен как музей Красных латышских стрелков, Площадь Латышских Стрелков).

- д. 6 — «Дом трубочиста»[9] (Жилой дом с магазинами XVIII века, перестроен в 1896 году по проекту архитектора Вильгельма Бокслафа, реконструирован в 2004 году).

- д. 11 — Жилой дом (XVIII—XIX века, архитектор К. Хаберланд, восстановлен для Лифляндского (Видземского) банка взаимного кредита в 1902, архитектор Константин Пекшенс, в 1998 году реконструирован по проекту архитектора Висвалдиса Сармы).

- д. 15 — Банковско-офисное здание с магазинами (1913, архитектор Янис Алкснис, реконструировано в 1992 и 1994 годах по проекту архитекторов Эдвинса Векумниекса, Яниса Карклиньша). Это было первое многоэтажное общественное здание в Риге с монолитным бетонным каркасом.

- д. 16 — Здание русского общества «Улей», ныне Рижский русский театр имени Михаила Чехова (основан в 1883 году).

- д. 20 — известный дом «Лев и подкова», одна из старейших в Риге аптек[10]. Подкову на фасаде дома связывают с российским царём Петром I[11] По ещё одной легенде подкова на доме, принадлежала лошади Карла XII, который въехал в Ригу 10 сентября 1700 года, после снятия осады города, войсками Короля Польского и курфюрста саксонского Августа II (Август Сильный). Проезжая по одной из главных на тот момент улиц Риги, у дома номер 20, от запаха который исходил из Аптеки, конь короля встал на дыбы и сильно ударил о мостовую копытами. Одна из подков отлетела и попала в окно второго этажа. Хозяин дома, прибил потом подкову на стену дома, где её, можно увидеть и сегодня.

- д. 22 — Офисное здание, образец архитектуры «Перпендикулярный модерн» (1912—1914, архитектор Пауль Мандельштам).

- д. 28 — известный ресторан «Отто Шварц» и гостиница «Рим» (Hotel de Roma).